# Zamirbek Żumagułow
Zamirbek Żumagułow (ros. Замирбек Жумагулов; ur. 17 stycznia 1972 w ZSRR) – kirgiski piłkarz, grający na pozycji napastnika, reprezentant Kirgistanu.

## Kariera piłkarska
W 1992 rozpoczął występować w klubie Ala-Too Naryn. W 1993 przeszedł do Ałgi Biszkek. W 1996 bronił barw klubu AiK Biszkek, ale powrócił do Ałgi, która już zmieniła nazwę na Ałga-PWO. W 2000 powrócił do Narynu, gdzie został piłkarzem Dordoja, w którym zakończył karierę piłkarską.

### Kariera reprezentacyjna
Występował w reprezentacji Kirgistanu. Od 1997 łącznie rozegrał 18 spotkań i strzelił 3 bramki. 

## Sukcesy

### Sukcesy klubowe
- mistrz Kirgistanu: 1993, 2004, 2005, 2006, 2007, 2008
- zdobywca Pucharu Kirgistanu: 1995, 1997, 1998, 1999, 2000, 2001, 2002, 2003